# Taffy Brodesser-Akner
Taffy Brodesser-Akner (geboren am 26. Oktober 1975 als Stephanie Akner in New York City) ist eine US-amerikanische Journalistin.    

## Leben
Stephanie „Taffy“ Akner wuchs in Brooklyn auf und studierte an der Tisch School of the Arts der New York University (B.A.). Im Jahr 2006 heiratete sie den Journalisten Claude Brodesser; beide tragen seither den Doppelnamen als Familiennamen. Sie haben zwei Kinder. 
Sie arbeitete zunächst freiberuflich als Journalistin für GQ und The New York Times. Seit 2017 ist Taffy Brodesser-Akner Redaktionsmitglied der New York Times. 
Sie ist bekannt für ihre Porträts unter anderem der Schauspielerinnen Gaby Hoffmann und Britney Spears, des Autors Damon Lindelof, der Gender-Aktivistin Jill Soloway sowie des Radiomoderators Don Lemon. Ihre Artikel haben ihr den „New York Press Club Award“ und den „Mirror Award“ eingebracht.
Brodesser-Akner veröffentlichte 2019 mit Fleishman is in Trouble ihren ersten Roman. Dieser ist Grundlage der 2022 veröffentlichten Miniserie Fleishman is in Trouble.

## Werke (Auswahl)
- Long Island Compromise. Random House, New York 2024, ISBN 978-0-593-13349-1.
- Fleishman Is In Trouble. Roman. Random House, 2019